# Dorothea Fairbridge
Dorothea Ann Fairbridge (Kaapstad, 1862 - aldaar, 1931) was een Zuid-Afrikaanse schrijfster. Ze had zich gespecialiseerd in historische en beschrijvende schrijfkunst over de vroege dagen op de Kaap. Ze heeft verschillende romans gepubliceerd waaronder That Which Hath Been uit 1910 en Piet of Italy uit 1913. Ze heeft ook de brieven van lady Anne Barnard persklaar gemaakt.
Fairbridge was medeoprichter en prominent lid van de vrijwilligersorganisatie Guild of Loyal Women, die graven van slachtoffers van de Tweede Boerenoorlog identificeerde, inventariseerde en onderhield.

## Werk
- That Which Hath Been (1910)
- Piet of Italy (1913)
- The Torch Bearer (1915)
- History of South Africa (1917)
- Historic Houses of South Africa (1922)
- Along Cape Roads (1928)
- The Pilgrim's Way in South Africa (1928)
- Historic Farms of South Africa (1932)

- International Standard Name Identifier: 0000 0000 3877 8695
- Library of Congress Control Number: no00059438
- Nationale bibliotheek van Australië: 48864515
- Nationale Bibliotheek van Israël: 987007284100805171
- Nederlandse Thesaurus van Auteursnamen: 14897712X
- Système universitaire de documentation: 082844704
- Virtual International Authority File: 53697307
- WorldCat: E39PBJyMdXPmQMH7CDjGc7qqQq